# Aleksandrówka (potok)
Aleksandrówka – potok, lewobrzeżny dopływ Brzoskwinki. Wypływa w Wąwozie Kleszczowskim. Początkowo spływa przez porośnięte lasem dno tego wąwozu, następnie wypływa na bezleśne dno Doliny Aleksandrowickiej. Przepływa przez Aleksandrowice i w sąsiedniej miejscowości Morawica uchodzi do Brzoskwinki. Następuje to w niezamieszkanym obszarze tej wsi, na wysokości około 228 m.
Większa część zlewni Aleksandrówki znajduje się w obrębie Garbie Tenczyńskim (część Wyżyny Krakowsko-Częstochowskiej), ale okolice ujścia już na Obniżeniu Cholerzyńskim w obrębie mezoregionu Bramy Krakowskiej.